# Pyramide de Couhard

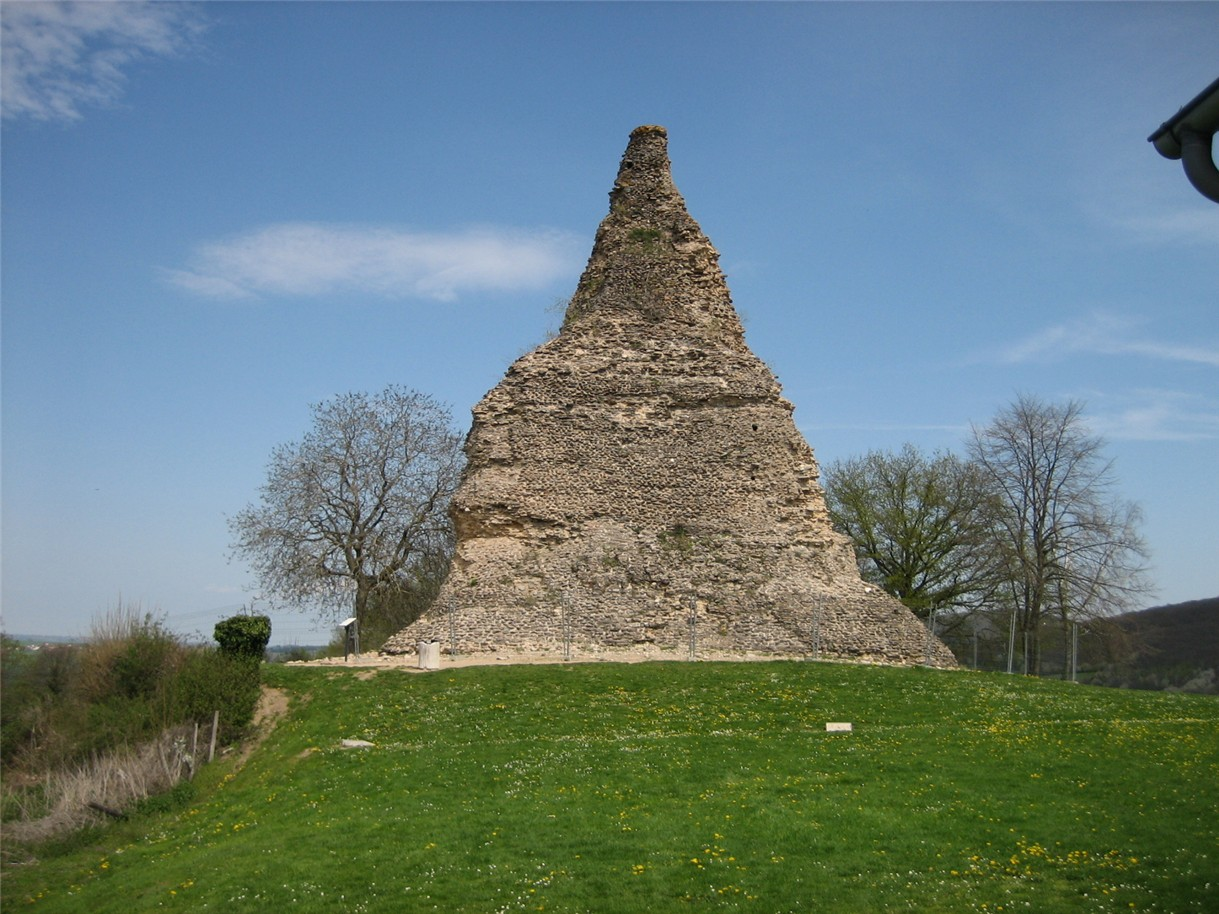
Pyramide de Couhard

Die Pyramide de Couhard bei Autun, einer französischen Stadt im Département Saône-et-Loire in der historischen Region Burgund, ist ein Mausoleum der römischen Stadt Augustodunum aus dem 2. Jahrhundert, das seit 1840 unter Denkmalschutz (Monument historique) steht.

## Geschichte
Die Pyramide de Couhard, benannt nach dem Weiler Couhard, befindet sich auf dem Gelände der ehemaligen Nekropole „Champ des Urnes“, außerhalb der antiken Stadtbefestigung. Bis zum 16. Jahrhundert war das Mausoleum noch mit weißem Marmor verkleidet.